# Acer eucalyptoides
Acer eucalyptoides är en kinesträdsväxtart som beskrevs av W.P. Fang & Y.T. Wu. Acer eucalyptoides ingår i släktet lönnar, och familjen kinesträdsväxter. Inga underarter finns listade i Catalogue of Life.